# Киркевич, Геннадий Александрович
Геннадий Александрович Киркевич (7 сентября 1916 — 11 декабря 2017) — советский военный, капитан, участник Великой Отечественной войны. Кавалер ряда орденов, почётный гражданин города Киева.

## Биография
Геннадий Киркевич родился в Киеве на Крещатике. В 1940 году окончил Киевский индустриальный институт, получив параллельно с основным курсом обучения звание лейтенанта. После окончания вуза получил распределение на авиационный завод в Горьком на должность инженера по скоростному монтажу электропроводки. Однако 15 ноября 1940 года по спецпризыву попал в Бессарабию, которая незадолго до того была присоединена к СССР. Киркевич был зачислен в 8-й инженерный полк в посёлке Флорешты.
Подразделение Киркевича участвовало в боевых действиях Великой Отечественной войны с первых дней. Отступая с территории Молдавской ССР, 8-й инженерный полк очутился у Каховки, где принял бой. Геннадий Киркевич был ранен в ногу и оказался в госпитале Мелитополя, а затем под натиском вражеских войск был перевезён в Ворошиловград. После выздоровления продолжил службу адъютантом командира группы 12-й армии. В мае 1942 года был контужен при артиллерийском обстреле, однако остался в расположении части. Предыдущее ранение в сумме с контузией привели к возникновению тромбофлебита, из-за чего Киркевич вынужден был передвигаться с тростью.
Постепенно отступая, Геннадий Киркевич добрался до станицы Вёшенской, где присоединился к 197-й стрелковой дивизии. Был направлен для проверки в спецлагеря НКВД в Тамбове. В середине ноября 1942 года оказался в Саратове. Два месяца спустя произошло обострение ранения в ногу, в результате которого Киркевич был признан ограниченно годным к военной службе. В течение года работал старшим инструктором облввоенкомата в городе Сальск. В феврале 1944 года должен был быть переведён в действующую армию по собственному желанию, однако медицинская комиссия признала Киркевича ограниченно годным II степени и списала в запас с направлением в Киев для работы в промышленном секторе.
В Киеве Геннадий Киркевич работал в Совнаркоме УССР. Руководил отделом Управления по возврату оборудования, контролировал прибытие железнодорожных составов со станками и тракторами. В общем проработал в Совете Министров УССР 28 лет, ещё в течение восьми лет был представителем УССР в комитете по газу в Комиссии ООН в Женеве, занимался строительством газопровода «Дашава — Киев». В 1981 году получил учёную степень кандидата экономических наук. По инициативе Геннадия Киркевича были созданы 11 подземных хранилищ природного газа.
Кавалер орденов «За заслуги» II и III степени, рыцарь ордена Богдана Хмельницкого II степени, кавалер ордена Красной Звезды, награждён медалями.
Сын, Виктор Киркевич, краевед, Заслуженный работник культуры Украины.
Умер Геннадий Киркевич на 102-м году жизни, 11 декабря 2017 года.